# Ramón José Castellano
Ramón José Castellano (Villa Dolores, 15 februari 1903 - 27 januari 1979) was een Argentijns rooms-katholiek aartsbisschop, die in 1969 paus Franciscus tot priester wijdde.
Op 18 september 1926 werd Ramón José Castellano gewijd tot priester. In 1945 werd hij benoemd tot titulair bisschop van Flavias en hulpbisschop van Córdoba. In 1958 werd hij door paus Pius XII gepromoveerd tot aartsbisschop van hetzelfde Córdoba. In 1965 trad hij af als aartsbisschop van Córdoba  en werd titulair aartsbisschop van Iomnium, waar hij in functie bleef tot 1970. In deze functie wijdde hij op 13 december 1969 de toekomstige paus Franciscus tot priester.
In de jaren '60 heeft hij deelgenomen aan het Tweede Vaticaans Concilie.